# Puchar Australii i Oceanii w narciarstwie alpejskim kobiet 2014
Puchar Australii i Oceanii w narciarstwie alpejskim kobiet w sezonie 2014 będzie kolejną edycją tego cyklu. Pierwsze zawody odbędą się 25 sierpnia 2014 roku w australijskim Mount Hotham, a ostatnie zostaną rozegrane 19 września 2014 roku w nowozelandzkim Mount Hutt.

## Podium zawodów

### Indywidualnie
| Lp. | Data             | Miejscowość  | Dyscyplina      | 1. Miejsce         | 2. Miejsce        | 3. Miejsce          |                 |
| --- | ---------------- | ------------ | --------------- | ------------------ | ----------------- | ------------------- | --------------- |
| 1.  | 25 sierpnia 2014 | Mount Hotham | Gigant          | Greta Small        | Piera Hudson      | Sabina Majerczyk    |                 |
| 2.  | 26 sierpnia 2014 | Mount Hotham | Gigant          | Piera Hudson       | Greta Small       | Jessica Haslau      |                 |
| 3.  | 27 sierpnia 2014 | Mount Hotham | Slalom          | Greta Small        | Sabina Majerczyk  | Jessica Haslau      |                 |
| 4.  | 28 sierpnia 2014 | Mount Hotham | Slalom          | Sabina Majerczyk   | Jessica Haslau    | Elise Chauvel       |                 |
| 5.  | 3 września 2014  | Coronet Peak | Gigant          | Ragnhild Mowinckel | Stephanie Brunner | Christine Scheyer   |                 |
| 6.  | 4 września 2014  | Coronet Peak | Gigant          | Ranghild Mowinckel | Christine Scheyer | Hanna Hofer         |                 |
| 7.  | 5 września 2014  | Coronet Peak | Slalom          | Katharina Truppe   | Eva-Maria Brem    | Lisa-Maria Zeller   |                 |
| 8.  | 6 września 2014  | Coronet Peak | Slalom          | Eva-Maria Brem     | Hannah Koeck      | Rosina Schneeberger |                 |
| 9.  | 15 września 2014 | Mount Hutt   | Zjazd           | Zawody odwołane    | Zawody odwołane   | Zawody odwołane     | Zawody odwołane |
| 10. | 16 września 2014 | Mount Hutt   | Zjazd           | Zawody odwołane    | Zawody odwołane   | Zawody odwołane     | Zawody odwołane |
| 11. | 17 września 2014 | Mount Hutt   | Supergigant     | Zawody odwołane    | Zawody odwołane   | Zawody odwołane     | Zawody odwołane |
| 12. | 18 września 2014 | Mount Hutt   | Superkombinacja | Zawody odwołane    | Zawody odwołane   | Zawody odwołane     | Zawody odwołane |

## Klasyfikacja generalna (po 8 z 8 konkurencji)
| Lp. | Zawodniczka        | Punkty |
| --- | ------------------ | ------ |
| 1.  | Greta Small        | 344    |
| 2.  | Sabina Majerczyk   | 280    |
| 3.  | Jessica Haslau     | 250    |
| 4.  | Christine Scheyer  | 225    |
| 5.  | Piera Hudson       | 200    |
| 5.  | Ragnhild Mowinckel | 200    |
| 7.  | Eva-Maria Brem     | 180    |
| 8.  | Katharina Truppe   | 171    |
| 9.  | Emma Beckman       | 165    |
| 10. | Hannah Koeck       | 154    |

### Slalom (po 4 z 4 konkurencji)
| Miejsce | Zawodniczka       | Punkty |
| ------- | ----------------- | ------ |
| 1.      | Sabina Majerczyk  | 186    |
| 1.      | Eva-Maria Brem    | 186    |
| 3.      | Greta Small       | 146    |
| 4.      | Jessica Haslau    | 140    |
| 5.      | Hannah Koeck      | 120    |
| 6.      | Elise Chauvel     | 105    |
| 7.      | Katharina Truppe  | 100    |
| 8.      | Christine Scheyer | 85     |
| 9.      | Megan McJames     | 77     |
| 10.     | Lisa-Maria Zeller | 60     |

### Gigant (po 4 z 4 konkurencji)
| Miejsce | Zawodniczka        | Punkty |
| ------- | ------------------ | ------ |
| 1.      | Piera Hudson       | 200    |
| 1.      | Ragnhild Mowinckel | 200    |
| 3.      | Greta Small        | 198    |
| 4.      | Christine Scheyer  | 140    |
| 5.      | Stephanie Brunner  | 120    |
| 6.      | Emma Beckman       | 115    |
| 7.      | Jessica Haslau     | 110    |
| 8.      | Hanna Hofer        | 105    |
| 9.      | Sabina Majerczyk   | 100    |
| 10.     | Ricarda Haaser     | 86     |